# Rik Toonen
Hendrik Adriaan Toonen, detto Rik (Arnhem, 21 maggio 1954), è un ex pallanuotista olandese, vincitore di una medaglia di bronzo alle olimpiadi di Montréal 1976.